# Chapelle Saint-Sébastien de Plestin-les-Grèves
Pour les articles homonymes, voir Chapelle Saint-Sébastien.
La chapelle Saint-Sébastien est située à Plestin-les-Grèves en France.

## Localisation
La chapelle est située sur la commune de Plestin-les-Grèves ur le tertre de Run an Devet (la colline aux moutons – 114 m d’altitude) , dans le département des Côtes-d'Armor, dans la région Bretagne.

## Description
La chapelle à vaisseau unique est construite en schiste et en granite sur un plan en Tau, comprenant une sacristie accolée sur le mur est du bras sud du transept. Le mur-pignon ouest est couronné d'un clocheton appareillé en maçonnerie de granite. L'espace intérieur de l'édifice est couvert d'une charpente en berceau brisé lambrissé. À noter la présence de deux troncs à offrande, l'un inséré dans le mur-pignon de la sacristie, l'autre situé au proche carrefour (tronc matérialisé sur les plans cadastraux parcellaires de 1814 et 1848). L'intérieur conserve des statues en bois polychrome (dons de la famille Gallou), un retable et une statue moderne de saint Sébastien du sculpteur Lucien Prigent,.

## Historique
La chapelle date de la fin du XVe siècle ou du début du XVIe siècle, remaniée aux XVIIe siècle et XVIIIe siècle (ouvertures). L'édifice est mis en vente comme bien national et acheté par Yves Le Gall de Plestin le 2 décembre 1800, après que la chapelle eût servi comme école primaire à la Révolution.
Au XVIe siècle, la chapelle est placée sous la protection de saint Sébastien, saint souvent invoqué pour la guérison de la peste,.